# Emanuele Marongiu Nurra
Emanuele Marongiu Nurra (Bessude, 28 marzo 1794 – Cagliari, 12 settembre 1866) è stato un giurista, arcivescovo cattolico e scrittore italiano.

## Biografia
Nato da Diego Marongiu, giureconsulto discendente da una nobile famiglia, e da Nicoletta Nurra.
Ebbe per precettore il linguista e scrittore gesuita Francesco Carboni che lo indirizzò allo studio delle lettere. Si laureò in teologia e in diritto all’Università di Sassari, nel 1817 si iscrisse all’albo degli avvocati e fu ordinato sacerdote. Su indicazione di Prospero Balbo e successiva determinazione di Carlo Felice fu accolto da Vittorio Emanuele I all'Accademia ecclesiastica di Superga a Torino, e ne divenne il bibliotecario. Furono anni di intenso studio e di lavoro durante i quali scrisse i commentari alle Selectae s. Gregorii papae I Epistulae de sacris Sardorum antiquitatibus historicis commentariis illustratae (Torino 1825). Frequentò il presbitero Giuseppe Cafasso.

## Genealogia episcopale e successione apostolica
La genealogia episcopale è:
- Cardinale Scipione Rebiba
- Cardinale Giulio Antonio Santori
- Cardinale Girolamo Bernerio, O.P.
- Arcivescovo Galeazzo Sanvitale
- Cardinale Ludovico Ludovisi
- Cardinale Luigi Caetani
- Cardinale Ulderico Carpegna
- Cardinale Paluzzo Paluzzi Altieri degli Albertoni
- Papa Benedetto XIII
- Papa Benedetto XIV
- Papa Clemente XIII
- Cardinale Marcantonio Colonna
- Cardinale Giacinto Sigismondo Gerdil, B.
- Cardinale Paolo Giuseppe Solaro
- Arcivescovo François-Marie Bigex
- Arcivescovo Arcivescovo Antoine Martinet
- Vescovo André Jourdain
- Arcivescovo Alessandro Domenico Varesini
- Arcivescovo Emanuele Marongiu Nurra

La successione apostolica è:
- Vescovo Pietro Vargiù (1842)
- Arcivescovo Giovanni Saba (1842)
- Vescovo Giovanni Battista Montixi (1844)
- Vescovo Emanuele Marongiu Maccioni (1849)
- Vescovo Michele Todde Valeri, Sch.P. (1849)

## Opere
- Elogio funebre di Carlo Felice I di Savoia (1831) re di Sardegna, di Cipro, e di Gerusalemme(...), Torino, G. Marietti, 1831
- (LA) Selectiora Francisci Carboni carmina nunc primum in unum collecta opus cum Latinis orationibus de Sardorum literatura, Karali, 1834.
- (SC) Compendio della dottrina cristiana per l’uso dell’archidiocesi di Oristano, Cagliari, 1847.
- Considerazioni filologiche intorno ai Nuraghi, Tipografia Contedini,  Roma, 1861.

### Traduzioni
- (LA) Gregorio Magno, Regula pastoralis seu Cura pastoralis, Torino, 1858.